# ملكة جمال الكون 1952
 ملكة جمال الكون 1952 هي النسخة الأولى من مسابقة ملكة جمال الكون، عقدت المسابقة في 28 يونيو 1952 في مركز لونغ بيتش للمؤتمرات والترفيه في لونغ بيتش ، كاليفورنيا، الولايات المتحدة، قدم الحفل بوب راسل، شهدت المسابقة الأولى تنافست 30 متسابقة على التاج، في نهاية الحدث توجت في المسابقة أرمي كوسيلا من فنلندا ذات 17 عامًا، والذي توجته الممثلة بايبر لوري. على الرغم من أن المذيعة في الفيديو تقول أن أرمي كانت في الثامنة عشرة من عمرها، إلا أنها لم تبلغ الثامنة عشرة بعد شهرين فقط من فوزها باللقب.
لم تكن ملكة الجمال الشابة هي أول ملكة جمال للكون على الإطلاق فحسب، بل كانت أيضًا أول ملكة جمال للكون تتخلى عن لقبها قبل فترة وجيزة من انتهاء فترة حكمها من أجل الزواج، ارتدت أرمي وشاح كتب عليه «ملكة جمال الكون 1953». وهي عادة استمرت حتى عام 1958، جيث ترتدي الفائزة في المسابقة وشاحًا مؤرخًا للعام التالي.

## النتائج

### المراكز النهائية
| النتائج النهائية     | المتنافسة |
| -------------------- | --- |
| ملكة جمال الكون 1952 | - فنلندا - أرمي هيلينا كوسيلا |
| الوصيفة الأولى       | - هاواي - إلزا إدسمان |
| الوصيفة الثانية      | - اليونان - نتايزي مافراكي |
| الوصيفة الثالثة      | - هونغ كونغ - جودي دان |
| الوصيفة الرابعة      | - ألمانيا الغربية - رينات هوي |
| أفضل 10              | - المكسيك - أولغا بيريز كاستيلو - جنوب أفريقيا - كاترين هيغنز - السويد - آن ماري تيسلر - الولايات المتحدة - جاكي لوغيري - الأوروغواي - غلاديس فاخاردو |

## قائمة المتسابقات المشاركات
- ألاسكا - شيرلي بورنيت
- أستراليا - ليا ماكارتني
- بلجيكا - ميريام لين (ماريان مولندر)
- كندا - روث كاريير
- تشيلي - استير سافيدرا يوشام
- كوبا - غلاديس لوبيز
- الدنمارك - هاني سورنسن
- فنلندا - أرمي هيلينا كوسيلا
- فرنسا - كلود جودارد
- ألمانيا الغربية - رينات هوي
- المملكة المتحدة - إيلين ب. تشيس
- اليونان - نتايزي مافراكي
- هاواي - إلزا كانانينبواى إدسمان
- هونغ كونغ - جودي دان
- الهند - إيندراني رحمن
- إسرائيل - أورا فيريد
- إيطاليا - جيوفانا مازوتي
- اليابان - هيميكو كوجيما
- المكسيك - أولغا بيريز كاستيلو
- النرويج - إيفا روين
- بنما - الزبير جيزيلا مالك
- بيرو - آدا غابرييلا جيد
- الفلبين - تيريسيتا تورالبا سانشيز
- بورتوريكو - ماريليا ليفي برنال
- السويد - آن ماري تيسلر
- تركيا - غيلانغول تايفروغلو
- جنوب أفريقيا - كاترين هيغنز
- الولايات المتحدة - جاكي لوغيري
- الأوروغواي - غلاديس فاخاردو
- فنزويلا - صوفيا سيلفا

### استبدال
- الأوروغواي - روزا أديلا «نينيلا» برونيل تم استبدالها بغلاديس روبيو فاجاردو.

### الجائزة
- مونتانا - ملكة جمال الصداقة (فاليري جونسون)

## الروابط الخارجية
- موقع ملكة جمال الكون الرسمي